# Liste der Erzbischöfe von Mechelen
Die folgenden Personen waren Erzbischöfe des Erzbistums Mechelen-Brüssel und Primasse von Belgien:
- Kardinal Antoine Perrenot de Granvelle (1561–1582)
- Johannes Hauchin (1583–1589)
- Kardinal William Allen (1589–1594)
- vakant
- Mathias Hovius (1596–1620)
- Jacobus Boonen (1621–1655)
- Andreas Cruesen (1657–1666)
- Joannes Wachtendonck (1667–1668)
- Alphonsus de Berghes (1670–1689) (Haus Glymes)
- Humbertus Guilielmus de Precipiano (1690–1711)
- vakant
- Kardinal Thomas Philipp Volrad de Hénin-Liétard dit d’Alsace de Boussu, 1714 Elekt, 1716 Erzbischof, 1719 Kardinal, † 1759
- Kardinal Johann Heinrich von Frankenberg (1759–1801)
- Joannes-Armandus de Bessuéjouls de Roquelaure (1802–1809)
- Dominique Dufour de Pradt (1809–1815)
- Franciscus-Antonius de Méan (1817–1831)
- Kardinal Engelbert Sterckx (1832–1867)
- Kardinal Victor-Augustin-Isidore Dechamps (1867–1883)
- Kardinal Petrus-Lambertus Goossens (1884–1906)
- Kardinal Désiré-Joseph Mercier (1906–1926)
- Kardinal Jozef-Ernest Van Roey (1926–1961)
- Kardinal Léon-Joseph Suenens (1962–1980)
- Kardinal Godfried Danneels (1980–2010)
- André-Joseph Léonard (2010–2015)
- Kardinal Jozef De Kesel (2015–2023)
- Luc Terlinden (seit 2023)